# Danh sách cầu thủ tham dự giải vô địch bóng đá U-20 Bắc, Trung Mỹ và Caribe 2015
Đây là danh sách các đội hình tham dự Giải vô địch bóng đá U-20 Bắc, Trung Mỹ và Caribe 2015 tổ chức ở Jamaica từ 9–24 tháng 1 năm 2015.

## Aruba
Huấn luyện viên:  Arent Bekhof
| 0#0 | Vị trí | Cầu thủ                   | Ngày sinh và tuổi           | Câu lạc bộ    |
| --- | ------ | ------------------------- | --------------------------- | ------------- |
| 1   | TM     | Jeanmarc Antersijn        | 5 tháng 1, 1996 (19 tuổi)   | Haaglandia    |
| 2   | HV     | Niels Ridderstap          | 10 tháng 1, 1997 (17 tuổi)  | FC Groningen  |
| 3   | HV     | Jefferson Vegas           | 30 tháng 1, 1995 (19 tuổi)  | Vitesse Delft |
| 4   | HV     | Nickenson Paul            | 24 tháng 8, 1997 (17 tuổi)  | SV Dakota     |
| 5   | HV     | Joel Geerman              | 12 tháng 6, 1997 (17 tuổi)  | SV Estrella   |
| 6   | TV     | Johnatan Ruiz             | 1 tháng 6, 1995 (19 tuổi)   | SV Britannia  |
| 7   | TĐ     | Youri Wernet              | 7 tháng 11, 1996 (18 tuổi)  | SV Marum      |
| 8   | TV     | Gregorio van der Biezen   | 4 tháng 3, 1996 (18 tuổi)   | USV Hercules  |
| 9   | TĐ     | Duncan Homoet             | 16 tháng 1, 1997 (17 tuổi)  | SV Estrella   |
| 10  | TV     | Walter Bennett            | 18 tháng 3, 1997 (17 tuổi)  | Elinkwijk     |
| 11  | TĐ     | Ricky Marte Hodge         | 5 tháng 6, 1996 (18 tuổi)   | SV Riverplate |
| 12  | TM     | Brandon Malmaceda         | 29 tháng 7, 1997 (17 tuổi)  | SV RCA        |
| 13  | HV     | Carl Geerman              | 23 tháng 3, 1997 (17 tuổi)  | SV Britannia  |
| 14  | TV     | Marcel Kock               | 6 tháng 4, 1996 (18 tuổi)   | SV Britannia  |
| 15  | TĐ     | Aidan Martha              | 5 tháng 2, 1996 (18 tuổi)   | VOAB          |
| 16  | TV     | Franklin Ortiz Cabarcas   | 31 tháng 12, 1996 (18 tuổi) | SV Dakota     |
| 17  | TĐ     | Andrew Valois-Smith       | 20 tháng 2, 1997 (17 tuổi)  | Nacional      |
| 18  | TV     | Kevin Tromp               | 3 tháng 1, 1997 (18 tuổi)   | HVV Hollandia |
| 19  | HV     | David Dubero              | 15 tháng 11, 1996 (18 tuổi) | SV Estrella   |
| 20  | TĐ     | Jeanpierre van der Linden | 7 tháng 1, 1998 (17 tuổi)   | SV RCA        |

## Canada
Huấn luyện viên:  Rob Gale
| 0#0 | Vị trí | Cầu thủ              | Ngày sinh và tuổi           | Câu lạc bộ                     |
| --- | ------ | -------------------- | --------------------------- | ------------------------------ |
| 1   | TM     | Nolan Wirth          | 24 tháng 1, 1995 (19 tuổi)  | Oregon State University        |
| 2   | HV     | Chris Serban         | 15 tháng 11, 1995 (19 tuổi) | University of British Columbia |
| 3   | HV     | Sam Adekugbe         | 16 tháng 1, 1995 (19 tuổi)  | Vancouver Whitecaps FC         |
| 4   | HV     | Alexander Comsia     | 1 tháng 8, 1996 (18 tuổi)   | RC Strasbourg                  |
| 5   | HV     | Luca Gasparotto      | 9 tháng 3, 1995 (19 tuổi)   | Airdrieonians                  |
| 6   | TV     | Manny Aparicio       | 17 tháng 9, 1995 (19 tuổi)  | Toronto FC                     |
| 7   | TV     | Louis Béland-Goyette | 15 tháng 9, 1995 (19 tuổi)  | Montreal Impact                |
| 8   | TV     | Jérémy Gagnon-Laparé | 9 tháng 3, 1995 (19 tuổi)   | Montreal Impact                |
| 9   | TĐ     | Calum Ferguson       | 12 tháng 2, 1995 (19 tuổi)  | Inverness Caledonian Thistle   |
| 10  | TV     | Marco Bustos         | 22 tháng 4, 1996 (18 tuổi)  | Vancouver Whitecaps FC         |
| 11  | HV     | Jordan Haynes        | 17 tháng 3, 1996 (18 tuổi)  | Vancouver Whitecaps FC         |
| 13  | TĐ     | Hanson Boakai        | 28 tháng 10, 1996 (18 tuổi) | FC Edmonton                    |
| 14  | TV     | Chris Nanco          | 15 tháng 2, 1996 (18 tuổi)  | Syracuse University            |
| 15  | HV     | Brandon John         | 5 tháng 1, 1995 (20 tuổi)   | Erzgebirge Aue                 |
| 16  | TĐ     | Jordan Hamilton      | 17 tháng 3, 1996 (18 tuổi)  | Toronto FC                     |
| 17  | TĐ     | Cyle Larin           | 17 tháng 4, 1995 (19 tuổi)  | Orlando City                   |
| 18  | TM     | Marco Carducci       | 24 tháng 9, 1996 (18 tuổi)  | Vancouver Whitecaps FC         |
| 19  | TV     | Kianz Froese         | 16 tháng 4, 1996 (18 tuổi)  | Vancouver Whitecaps FC         |
| 20  | TV     | Michael Petrasso     | 9 tháng 7, 1995 (19 tuổi)   | Queens Park Rangers            |
| 23  | HV     | Jackson Farmer       | 31 tháng 5, 1995 (19 tuổi)  | Vancouver Whitecaps FC         |

## Cuba
Huấn luyện viên:  Willian Bennett
| 0#0 | Vị trí | Cầu thủ             | Ngày sinh và tuổi           | Câu lạc bộ       |
| --- | ------ | ------------------- | --------------------------- | ---------------- |
| 1   | TM     | Elier Pozo          | 28 tháng 1, 1995 (19 tuổi)  | FC Pinar del Rio |
| 2   | TV     | Roberney Caballero  | 2 tháng 11, 1995 (19 tuổi)  | FC Villa Clara   |
| 3   | HV     | Jonathan Moliner    | 1 tháng 2, 1996 (18 tuổi)   | FC Cienfuegos    |
| 4   | HV     | Sandro Cutiño       | 3 tháng 3, 1995 (19 tuổi)   | FC Las Tunas     |
| 5   | HV     | Brian Rosales       | 7 tháng 3, 1995 (19 tuổi)   | FC Matanzas      |
| 6   | HV     | Gilbert Iglesias    | 21 tháng 6, 1995 (19 tuổi)  | FC Villa Clara   |
| 7   | TV     | Eddy Luis Sanamé    | 19 tháng 1, 1995 (19 tuổi)  | FC La Habana     |
| 8   | HV     | Yendri Torres       | 5 tháng 10, 1995 (19 tuổi)  | FC Cienfuegos    |
| 9   | TĐ     | Félix Pérez         | 12 tháng 3, 1995 (19 tuổi)  | FC La Habana     |
| 10  | TV     | Roberto Peraza      | 12 tháng 4, 1995 (19 tuổi)  | FC La Habana     |
| 11  | TĐ     | Frank López         | 25 tháng 2, 1995 (19 tuổi)  | FC Cienfuegos    |
| 12  | TM     | Delvis Lumpuy       | 8 tháng 2, 1995 (19 tuổi)   | FC Villa Clara   |
| 13  | HV     | Issan Lartiga       | 5 tháng 3, 1995 (19 tuổi)   | FC Artemisa      |
| 14  | TV     | Norgerman Rodríguez | 10 tháng 4, 1996 (18 tuổi)  | FC Villa Clara   |
| 15  | HV     | Daniel Alarcó       | 8 tháng 4, 1995 (19 tuổi)   | FC La Habana     |
| 16  | TV     | George Guibert      | 7 tháng 3, 1995 (19 tuổi)   | FC Guantánamo    |
| 17  | TĐ     | Yoan Godinez        | 16 tháng 1, 1997 (17 tuổi)  | FC La Habana     |
| 18  | TV     | Alejandro Portal    | 21 tháng 10, 1995 (19 tuổi) | FC Mayabeque     |
| 19  | TV     | David Urgellés      | 24 tháng 4, 1995 (19 tuổi)  | FC Guantánamo    |
| 20  | TĐ     | Osmany Capote       | 11 tháng 3, 1995 (19 tuổi)  | FC Villa Clara   |

## El Salvador
Huấn luyện viên:  Mauricio Alfaro
| 0#0 | Vị trí | Cầu thủ            | Ngày sinh và tuổi           | Câu lạc bộ                   |
| --- | ------ | ------------------ | --------------------------- | ---------------------------- |
| 1   | TM     | Carlos Cañas       | 26 tháng 3, 1995 (19 tuổi)  | Longwood University          |
| 2   | HV     | Nelson Moreno      | 23 tháng 11, 1996 (18 tuổi) | Club Social Ciclón del Golfo |
| 3   | HV     | Roberto Domínguez  | 9 tháng 5, 1997 (17 tuổi)   | Juventud Independiente       |
| 4   | HV     | Bryan Tamacas      | 21 tháng 2, 1995 (19 tuổi)  | C.D. FAS                     |
| 5   | HV     | Edwin Cuellar      | 17 tháng 6, 1995 (19 tuổi)  | Santa Tecla F.C.             |
| 6   | TV     | Narciso Orellana   | 28 tháng 1, 1995 (19 tuổi)  | A.D. Isidro Metapán          |
| 7   | TV     | Alvaro Lizama      | 24 tháng 5, 1995 (19 tuổi)  | C.D. Aguila                  |
| 8   | TV     | Alvaro Guardado    | 11 tháng 9, 1995 (19 tuổi)  | Juventud Independiente       |
| 9   | TĐ     | Bryan Pérez        | 4 tháng 3, 1996 (18 tuổi)   | C.D. Luis Angel Firpo        |
| 10  | TV     | Josue Hernandez    | 2 tháng 6, 1996 (18 tuổi)   | C.D. Atletico Marte          |
| 11  | TV     | Jose Villavicencio | 24 tháng 1, 1995 (19 tuổi)  | C.D. FAS                     |
| 12  | HV     | Cesar Flores       | 17 tháng 3, 1995 (19 tuổi)  | C.D. Luis Angel Firpo        |
| 13  | TĐ     | Jonathan Miranda   | 15 tháng 2, 1995 (19 tuổi)  | Audaz                        |
| 14  | TV     | Andres Flores Jaco | 20 tháng 1, 1995 (19 tuổi)  | Alianza F.C.                 |
| 15  | TĐ     | William Canales    | 18 tháng 2, 1995 (19 tuổi)  | C.D. Atletico Marte          |
| 16  | TV     | Eduardo Merino     | 21 tháng 12, 1995 (19 tuổi) | C.D. Atletico Marte          |
| 17  | HV     | Juan Barahona      | 12 tháng 2, 1995 (19 tuổi)  | Santa Tecla F.C.             |
| 18  | TM     | Nicolas Pacheco    | 7 tháng 4, 1995 (19 tuổi)   | C.D. FAS                     |
| 19  | TV     | Julio Amaya        | 29 tháng 3, 1995 (19 tuổi)  | Marte Soyapango              |
| 20  | TV     | Romilio Hernandez  | 20 tháng 3, 1995 (19 tuổi)  | University of Louisville     |

## Guatemala
Huấn luyện viên:  Carlos Ruíz
| 0#0 | Vị trí | Cầu thủ          | Ngày sinh và tuổi           | Câu lạc bộ                    |
| --- | ------ | ---------------- | --------------------------- | ----------------------------- |
| 1   | TM     | Nicholas Hagen   | 2 tháng 8, 1996 (18 tuổi)   | Municipal                     |
| 2   | HV     | Kevin Grijalva   | 9 tháng 1, 1995 (20 tuổi)   | Comunicaciones                |
| 3   | HV     | Allen Yanes      | 4 tháng 7, 1997 (17 tuổi)   | Achik                         |
| 4   | HV     | Nicolas Samayoa  | 2 tháng 8, 1995 (19 tuổi)   | Florida Gulf Coast University |
| 5   | TV     | Luis De Leon     | 14 tháng 11, 1995 (19 tuổi) | Comunicaciones                |
| 6   | HV     | Cristian Jiménez | 26 tháng 4, 1995 (19 tuổi)  | Municipal                     |
| 7   | TĐ     | Paolo Ortíz      | 6 tháng 11, 1995 (19 tuổi)  | Comunicaciones                |
| 8   | TĐ     | Kevin Bordon     | 31 tháng 1, 1995 (19 tuổi)  | Comunicaciones                |
| 9   | TĐ     | Mauro Portillo   | 14 tháng 7, 1995 (19 tuổi)  | Municipal                     |
| 10  | TV     | Diego Alvarez    | 4 tháng 2, 1995 (19 tuổi)   | Comunicaciones                |
| 11  | TĐ     | Mario Hernández  | 1 tháng 12, 1996 (18 tuổi)  | Municipal                     |
| 12  | TM     | Julio Ochoa      | 4 tháng 9, 1995 (19 tuổi)   | Malacateco                    |
| 13  | TV     | Stheven Robles   | 12 tháng 11, 1995 (19 tuổi) | Comunicaciones                |
| 14  | TV     | Andy Ruiz        | 30 tháng 5, 1996 (18 tuổi)  | FC Dallas                     |
| 15  | HV     | Carlos Estrada   | 12 tháng 9, 1997 (17 tuổi)  | Malacateco                    |
| 16  | TV     | Julio Ortiz      | 1 tháng 1, 1995 (20 tuổi)   | Comunicaciones                |
| 17  | TĐ     | Pablo Aguilar    | 21 tháng 2, 1995 (19 tuổi)  | University of Virginia        |
| 18  | TV     | Benedicto Aldana | 2 tháng 5, 1996 (18 tuổi)   | Heredia                       |
| 19  | HV     | José Morales     | 3 tháng 12, 1996 (18 tuổi)  | Municipal                     |
| 20  | HV     | Mauricio Maltes  | 29 tháng 12, 1996 (18 tuổi) | Suchitepequez                 |

## Haiti
Huấn luyện viên:  Jérôme Velfert
| 0#0 | Vị trí | Cầu thủ                   | Ngày sinh và tuổi           | Câu lạc bộ                     |
| --- | ------ | ------------------------- | --------------------------- | ------------------------------ |
| 1   | TM     | Ramos Pointe Jour         | 6 tháng 4, 1995 (19 tuổi)   | América des Cayes              |
| 2   | HV     | Stephane Lambese          | 10 tháng 11, 1995 (19 tuổi) | Paris Saint-Germain            |
| 4   | TV     | Benderlin Beaubrun        | 29 tháng 1, 1996 (18 tuổi)  | Aigle Noir AC                  |
| 6   | HV     | Fernander Demas           | 31 tháng 12, 1996 (18 tuổi) | Tempête FC                     |
| 7   | HV     | Francy Pierre             | 7 tháng 12, 1997 (17 tuổi)  | Baltimore SC                   |
| 8   | TV     | Venel Saint-Fort          | 20 tháng 12, 1996 (18 tuổi) | Don Bosco                      |
| 9   | TĐ     | Jonel Désiré              | 12 tháng 2, 1997 (17 tuổi)  | AS Mirebalais                  |
| 10  | TV     | Woodensky Cherefant       | 16 tháng 1, 1995 (19 tuổi)  | Tempête FC                     |
| 11  | TV     | Bryan Alceus              | 1 tháng 2, 1996 (18 tuổi)   | FC Girondins de Bordeaux       |
| 12  | TM     | Guitho Charles            | 17 tháng 5, 1995 (19 tuổi)  | Petit-Goâve FC                 |
| 13  | TV     | Bebeto Muraille           | 6 tháng 9, 1996 (18 tuổi)   | Petit-Goâve FC                 |
| 14  | TV     | Alessandro Campoy         | 7 tháng 6, 1997 (17 tuổi)   | Weston FC                      |
| 15  | HV     | Jean Becker Jean Baptiste | 18 tháng 1, 1995 (19 tuổi)  | Tempête FC                     |
| 16  | HV     | Zachary Herivaux          | 1 tháng 2, 1996 (18 tuổi)   | New England Revolution Academy |
| 17  | TĐ     | Nerlin Saint-Vil          | 16 tháng 2, 1996 (18 tuổi)  | Aigle Noir AC                  |
| 18  | HV     | Marckendel Paul           | 21 tháng 12, 1995 (19 tuổi) | Baltimore SC                   |
| 19  | TĐ     | Peterson Joseph, Jr.      | 20 tháng 1, 1996 (18 tuổi)  | Aigle Noir AC                  |
| 21  | TĐ     | Derrick Etienne           | 25 tháng 11, 1996 (18 tuổi) | New York Red Bulls Academy     |
| 25  | HV     | Wilmond Oracius           | 18 tháng 3, 1997 (17 tuổi)  | Baltimore SC                   |
| 26  | HV     | Geordany Valerius         | 21 tháng 8, 1995 (19 tuổi)  | América des Cayes              |

## Honduras
Huấn luyện viên:  Jorge Jiménez
| 0#0 | Vị trí | Cầu thủ                | Ngày sinh và tuổi           | Câu lạc bộ          |
| --- | ------ | ---------------------- | --------------------------- | ------------------- |
| 1   | TM     | Cristian Hernández     | 22 tháng 9, 1996 (18 tuổi)  | Valle FC            |
| 2   | HV     | Kevin Alvarez          | 8 tháng 3, 1996 (18 tuổi)   | Olimpia             |
| 3   | HV     | Jhonatan Paz           | 18 tháng 6, 1995 (19 tuổi)  | Real Sociedad       |
| 4   | HV     | Luis Santos            | 3 tháng 5, 1996 (18 tuổi)   | Olimpia             |
| 5   | HV     | Dabirson Castillo      | 25 tháng 9, 1996 (18 tuổi)  | Platense            |
| 6   | HV     | Carlos Moncada         | 4 tháng 9, 1995 (19 tuổi)   | Real España         |
| 7   | TV     | Michaell Chirinos      | 17 tháng 6, 1995 (19 tuổi)  | Olimpia             |
| 8   | TV     | Rolin Alvarez          | 14 tháng 6, 1995 (19 tuổi)  | Parrillas One       |
| 9   | TĐ     | Bryan Róchez           | 1 tháng 1, 1995 (20 tuổi)   | Orlando City SC     |
| 10  | TV     | José Alberto Escalante | 25 tháng 5, 1995 (19 tuổi)  | Olimpia             |
| 11  | HV     | Elder Torres           | 14 tháng 4, 1995 (19 tuổi)  | Vida                |
| 12  | TM     | Roberto López          | 23 tháng 4, 1995 (19 tuổi)  | Real España         |
| 13  | TV     | Jhow Benavidez         | 26 tháng 12, 1995 (19 tuổi) | Real España         |
| 14  | TV     | John Suazo             | 10 tháng 7, 1995 (19 tuổi)  | Marathón            |
| 15  | HV     | Maylor Nuñez           | 7 tháng 5, 1996 (18 tuổi)   | Motagua             |
| 16  | HV     | Devron García          | 17 tháng 2, 1996 (18 tuổi)  | Victoria            |
| 17  | TĐ     | Alberth Elis           | 2 tháng 12, 1996 (18 tuổi)  | Olimpia             |
| 18  | TV     | Kevin López            | 3 tháng 2, 1996 (18 tuổi)   | Motagua             |
| 19  | TĐ     | Júnior Lacayo          | 19 tháng 8, 1995 (19 tuổi)  | Santos Laguna       |
| 20  | TV     | Deybi Flores           | 16 tháng 6, 1996 (18 tuổi)  | Vancouver Whitecaps |

## Jamaica
Huấn luyện viên:  Theodore Whitmore
| 0#0 | Vị trí | Cầu thủ                | Ngày sinh và tuổi           | Câu lạc bộ             |
| --- | ------ | ---------------------- | --------------------------- | ---------------------- |
| 1   | TM     | Nicholas Nelson        | 4 tháng 9, 1996 (18 tuổi)   | Georgia United         |
| 2   | TĐ     | Khallil Stewart Milton | 19 tháng 1, 1996 (18 tuổi)  | UNC Charlotte          |
| 3   | HV     | Javaun Waugh           | 16 tháng 11, 1995 (19 tuổi) | Portmore United        |
| 4   | HV     | Rennico Clarke         | 26 tháng 8, 1995 (19 tuổi)  | Harbour View           |
| 5   | HV     | Allando Brown          | 27 tháng 9, 1996 (18 tuổi)  | Jamaica College        |
| 6   | TV     | Martin Davis           | 11 tháng 10, 1996 (18 tuổi) | TFC Academy            |
| 7   | HV     | Malcom Stewart         | 14 tháng 4, 1996 (18 tuổi)  | UNC Charlotte          |
| 8   | TĐ     | Daniel Roberts         | 30 tháng 5, 1995 (19 tuổi)  | Rivoli United          |
| 9   | TĐ     | Michael Seaton         | 1 tháng 5, 1996 (18 tuổi)   | D.C. United            |
| 10  | TĐ     | Junior Flemmings       | 16 tháng 1, 1996 (18 tuổi)  | Tivoli Gardens         |
| 11  | TV     | I'Ishmale Currie       | 21 tháng 3, 1996 (18 tuổi)  | Portmore United        |
| 12  | HV     | Roberto Johnson        | 23 tháng 9, 1995 (19 tuổi)  | Portmore United        |
| 13  | TM     | Dane-Andrew Chambers   | 16 tháng 6, 1995 (19 tuổi)  | Harbour View           |
| 14  | TV     | John Luca Levee        | 21 tháng 2, 1997 (17 tuổi)  | GPS Massachusetts      |
| 15  | TĐ     | Donja Ojay Smith       | 13 tháng 9, 1995 (19 tuổi)  | St. Elizabeth Tech     |
| 16  | TĐ     | Shamar Nicholson       | 16 tháng 3, 1997 (17 tuổi)  | Boys Town              |
| 17  | HV     | Shaquille Dyer         | 10 tháng 8, 1995 (19 tuổi)  | Arnett Gardens         |
| 18  | HV     | Joel Cunningham        | 21 tháng 8, 1996 (18 tuổi)  | Wolmers Boys           |
| 19  | TĐ     | Cardel Benbow          | 3 tháng 6, 1995 (19 tuổi)   | Waterhouse             |
| 20  | TĐ     | Isamnia St Noel Cohen  | 21 tháng 9, 1995 (19 tuổi)  | Manchester High School |

## México
Huấn luyện viên:  Sergio Almaguer
| 0#0 | Vị trí | Cầu thủ             | Ngày sinh và tuổi           | Câu lạc bộ       |
| --- | ------ | ------------------- | --------------------------- | ---------------- |
| 1   | TM     | Jesse Gonzalez      | 25 tháng 5, 1995 (19 tuổi)  | Dallas           |
| 2   | HV     | Kevin Gutiérrez     | 1 tháng 3, 1995 (19 tuổi)   | Querétaro        |
| 3   | HV     | Óscar Bernal        | 28 tháng 9, 1995 (19 tuổi)  | Santos Laguna    |
| 4   | HV     | Rodrigo González    | 12 tháng 4, 1995 (19 tuổi)  | América          |
| 5   | TV     | Sergio Flores       | 12 tháng 2, 1995 (19 tuổi)  | Guadalajara      |
| 6   | HV     | Víctor Guzmán       | 3 tháng 2, 1995 (19 tuổi)   | Guadalajara      |
| 7   | TV     | Érick Gutiérrez     | 15 tháng 6, 1995 (19 tuổi)  | Pachuca          |
| 8   | TV     | Hirving Lozano      | 30 tháng 7, 1995 (19 tuổi)  | Pachuca          |
| 9   | TĐ     | Diego Pineda        | 8 tháng 4, 1995 (19 tuổi)   | América          |
| 10  | TĐ     | José Alberto García | 22 tháng 2, 1995 (19 tuổi)  | Tijuana          |
| 11  | TV     | David Ramírez       | 14 tháng 12, 1995 (19 tuổi) | Guadalajara      |
| 12  | TM     | Édson Reséndez      | 12 tháng 1, 1996 (18 tuổi)  | CF Monterrey     |
| 13  | HV     | Pablo Jáquez        | 29 tháng 9, 1995 (19 tuổi)  | UNAM             |
| 14  | TV     | Érick Aguirre       | 23 tháng 2, 1997 (17 tuổi)  | Monarcas Morelia |
| 15  | HV     | José Robles         | 16 tháng 7, 1996 (18 tuổi)  | UNAM             |
| 16  | HV     | Aldo Benítez        | 30 tháng 1, 1996 (18 tuổi)  | Toluca           |
| 17  | TV     | Luis Márquez        | 10 tháng 2, 1995 (19 tuổi)  | Guadalajara      |
| 18  | TĐ     | Alejandro Díaz      | 27 tháng 1, 1996 (18 tuổi)  | América          |
| 19  | TĐ     | Guillermo Martínez  | 15 tháng 3, 1995 (19 tuổi)  | Pachuca          |
| 20  | TV     | Mauro Laínez        | 9 tháng 5, 1996 (18 tuổi)   | Pachuca          |

## Panama
Huấn luyện viên:  Leonardo Pipino
| 0#0 | Vị trí | Cầu thủ              | Ngày sinh và tuổi           | Câu lạc bộ               |
| --- | ------ | -------------------- | --------------------------- | ------------------------ |
| 1   | TM     | Pedro Campos         | 28 tháng 10, 1995 (19 tuổi) | Sporting San Miguelito   |
| 2   | HV     | Chin Hormechea       | 12 tháng 5, 1996 (18 tuổi)  | Arabe Unido              |
| 3   | TV     | Kevin Galván         | 10 tháng 3, 1996 (18 tuổi)  | Sporting San Miguelito   |
| 4   | HV     | Michael Amir Murillo | 11 tháng 2, 1996 (18 tuổi)  | San Francisco FC         |
| 5   | TV     | Francisco Narbon     | 11 tháng 2, 1995 (19 tuổi)  | James Madison University |
| 6   | HV     | Fidel Escobar        | 9 tháng 1, 1995 (20 tuổi)   | Sporting San Miguelito   |
| 7   | TV     | Julian Velarde       | 18 tháng 9, 1996 (18 tuổi)  | Chorrillo F.C.           |
| 8   | TV     | Luís Pereira         | 27 tháng 3, 1996 (18 tuổi)  | Arabe Unido              |
| 9   | TĐ     | Ismael Díaz          | 12 tháng 5, 1997 (17 tuổi)  | Tauro FC                 |
| 10  | TV     | Jhamal Rodríguez     | 28 tháng 1, 1995 (19 tuổi)  | Chorrillo F.C.           |
| 11  | TĐ     | Ervin Zorrilla       | 14 tháng 5, 1996 (18 tuổi)  | Tauro FC                 |
| 12  | TM     | Jaime de Gracia      | 11 tháng 5, 1996 (18 tuổi)  | Tauro FC                 |
| 13  | HV     | Jomar Díaz           | 29 tháng 10, 1996 (18 tuổi) | Tauro FC                 |
| 14  | HV     | Jesús Araya          | 3 tháng 1, 1996 (19 tuổi)   | Tauro FC                 |
| 15  | HV     | Fabián Salcedo       | 24 tháng 11, 1995 (19 tuổi) | Sporting San Miguelito   |
| 16  | TV     | Edson Samms          | 27 tháng 3, 1995 (19 tuổi)  | San Francisco FC         |
| 17  | TV     | Justin Simons        | 19 tháng 9, 1997 (17 tuổi)  | San Francisco FC         |
| 18  | TĐ     | Carlos Small         | 13 tháng 3, 1995 (19 tuổi)  | Sporting San Miguelito   |
| 19  | TV     | Richard Rodríguez    | 25 tháng 12, 1995 (19 tuổi) | San Francisco FC         |
| 20  | TĐ     | Ruben Barrow         | 28 tháng 4, 1995 (19 tuổi)  | Tauro FC                 |

## Trinidad và Tobago
Huấn luyện viên:  Derek King
| 0#0 | Vị trí | Cầu thủ          | Ngày sinh và tuổi           | Câu lạc bộ                  |
| --- | ------ | ---------------- | --------------------------- | --------------------------- |
| 1   | TM     | Johan Welch      | 4 tháng 1, 1997 (18 tuổi)   | Houston Dynamo              |
| 2   | HV     | Shannon Gomez    | 5 tháng 10, 1996 (18 tuổi)  | W Connection                |
| 3   | HV     | Martieon Watson  | 13 tháng 10, 1996 (18 tuổi) | W Connection                |
| 4   | HV     | Jesús Pérez      | 11 tháng 9, 1995 (19 tuổi)  | North East Stars            |
| 5   | HV     | Leland Archer    | 8 tháng 1, 1996 (19 tuổi)   | College of Charleston       |
| 6   | TV     | Duane Muckette   | 1 tháng 7, 1995 (19 tuổi)   | University of South Florida |
| 7   | TV     | Akeem Garcia     | 11 tháng 9, 1996 (18 tuổi)  | W Connection                |
| 8   | TV     | Neveal Hackshaw  | 21 tháng 9, 1995 (19 tuổi)  | North East Stars            |
| 9   | TĐ     | Kadeem Corbin    | 4 tháng 3, 1996 (18 tuổi)   | St. Ann's Rangers F.C.      |
| 10  | TV     | Jabari Mitchell  | 1 tháng 5, 1997 (17 tuổi)   | W Connection                |
| 11  | TV     | Levi Garcia      | 20 tháng 11, 1997 (17 tuổi) | Central FC                  |
| 12  | TV     | Kishun Seecharan | 6 tháng 6, 1996 (18 tuổi)   | Defence Force               |
| 13  | HV     | Brandon Creed    | 10 tháng 12, 1996 (18 tuổi) | Temple University           |
| 14  | TV     | Matthew Woo Ling | 15 tháng 9, 1996 (18 tuổi)  | W Connection                |
| 15  | TV     | Aikim Andrews    | 20 tháng 6, 1996 (18 tuổi)  | San Juan Jabloteh           |
| 16  | TĐ     | Ricardo John     | 10 tháng 4, 1995 (19 tuổi)  | Virginia Tech               |
| 17  | TV     | Akeem Humphrey   | 25 tháng 11, 1995 (19 tuổi) | Club Sando FC               |
| 18  | TV     | Kevon Goddard    | 20 tháng 1, 1996 (18 tuổi)  | Central FC                  |
| 19  | HV     | Maurice Ford     | 6 tháng 9, 1996 (18 tuổi)   | W Connection                |
| 21  | TM     | Javon Sample     | 13 tháng 4, 1995 (19 tuổi)  | Central FC                  |

## Hoa Kỳ
Huấn luyện viên:  Tab Ramos
| 0#0 | Vị trí | Cầu thủ                | Ngày sinh và tuổi           | Câu lạc bộ           |
| --- | ------ | ---------------------- | --------------------------- | -------------------- |
| 1   | TM     | Zack Steffen           | 2 tháng 4, 1995 (19 tuổi)   | Freiburg             |
| 2   | HV     | Shaquell Moore         | 2 tháng 11, 1996 (18 tuổi)  | Unattached           |
| 3   | HV     | John Requejo           | 23 tháng 5, 1996 (18 tuổi)  | Tijuana              |
| 4   | HV     | Cameron Carter-Vickers | 31 tháng 12, 1997 (17 tuổi) | Tottenham Hotspur    |
| 5   | HV     | Matt Miazga            | 19 tháng 7, 1995 (19 tuổi)  | New York Red Bulls   |
| 6   | TV     | Kellyn Acosta          | 24 tháng 7, 1995 (19 tuổi)  | FC Dallas            |
| 7   | TĐ     | Paul Arriola           | 5 tháng 2, 1995 (19 tuổi)   | Tijuana              |
| 8   | TV     | Emerson Hyndman        | 9 tháng 4, 1996 (18 tuổi)   | Fulham               |
| 9   | TĐ     | Romain Gall            | 31 tháng 1, 1995 (19 tuổi)  | Columbus Crew        |
| 10  | TV     | Junior Flores          | 26 tháng 3, 1996 (18 tuổi)  | Borussia Dortmund    |
| 11  | TĐ     | Tommy Thompson         | 15 tháng 8, 1995 (19 tuổi)  | San Jose Earthquakes |
| 12  | TM     | Ethan Horvath          | 9 tháng 6, 1995 (19 tuổi)   | Molde                |
| 13  | HV     | Tyler Turner           | 4 tháng 3, 1996 (18 tuổi)   | Orlando City         |
| 14  | HV     | Conor Donovan          | 8 tháng 1, 1996 (19 tuổi)   | Orlando City         |
| 15  | TV     | Fernando Arce, Jr.     | 27 tháng 11, 1996 (18 tuổi) | Tijuana              |
| 16  | TV     | Russell Canouse        | 11 tháng 6, 1995 (19 tuổi)  | TSG 1899 Hoffenheim  |
| 17  | TĐ     | Amando Moreno          | 10 tháng 9, 1995 (19 tuổi)  | Tijuana              |
| 18  | TV     | Lynden Gooch           | 24 tháng 12, 1995 (19 tuổi) | Sunderland           |
| 19  | TĐ     | Bradford Jamieson IV   | 18 tháng 10, 1996 (18 tuổi) | LA Galaxy            |
| 20  | TĐ     | Ben Spencer            | 28 tháng 3, 1995 (19 tuổi)  | Molde                |